# Grateloup-Saint-Gayrand
Grateloup-Saint-Gayrand è un comune francese di 451 abitanti situato nel dipartimento del Lot e Garonna nella regione della Nuova Aquitania.

## Società

### Evoluzione demografica
Abitanti censiti